# Derek Jarman
Michael Derek Elworthy Jarman, född 31 januari 1942 i Northwood i Hillingdon i London, död 19 februari 1994 på St Bartholomew's Hospital i London, var en brittisk filmregissör, scenograf och författare.

## Biografi
Derek Jarman studerade engelska, historia och konsthistoria vid King's College vid University of London innan han övergick till konstnärsstudier vid Slade School of Fine Art i London. Derek Jarman började sin konstnärliga bana som scenograf vid teatern och det var som scenograf han först kom i kontakt med filmen. Innan han började göra spelfilmer regisserade han experimentella kortfilmer på Super 8-film. Hans debut som spelfilmsregissör skedde med Sebastiane 1976 som utgick från den ofta homoerotiskt tolkade myten om Sankt Sebastian. Hans första film som fick kommersiell distribution var The Tempest 1979, en omtolkning av William Shakespeare Stormen. Flera av hans filmer var samhällskritska, bl.a. The Last of England (Englands yttersta dagar) 1988, som var en kritik mot hur Margaret Thatcher förändrat landet. I The Angelic Conversation 1985 kritiserade han paragraf 28 i Local Government Act, som förbjöd lokala myndigheter att på något vis gynna homosexualitet. Filmens berättarröst gjordes av Judi Dench. Han regisserade även musikvideor för bl.a. Marianne Faithfull och Pet Shop Boys. För filmen Caravaggio om den italienske renässanskonstnären Caravaggio, med bl.a. Tilda Swinton, tilldelades han Silverbjörnen vid Filmfestivalen i Berlin 1986. I War Requiem 1989 gjorde Laurence Olivier sin sista roll för film. Derek Jarman arbetade alltid med låga budgetar. Hans sista film blev Blue 1993 som handlar om att leva med HIV. Filmen, som var en samproduktion mellan Channel 4 och BBC Radio 3, består av en blå skärm samt ett ljudspår med tal och musik av Simon Fisher Turner.
Derek Jarman är även omtalad för den strandträdgård han anlade vid sitt fritidshus Prospect Cottage i skuggan av ett kärnkraftverk på halvön Dungeness i Kent och som finns dokumenterad i en trädgårdsbok.

## Filmografi (urval)
- Sebastiane (1976, tillsammans med Paul Humfress)
- Jubilee (1978)
- Stormen (The Tempest, 1979, efter William Shakespeares drama)
- The Angelic Conversation (1985)
- Caravaggio (1986)
- Englands yttersta dagar (The Last of England, 1988)
- War Requiem (1989)
- The Garden (1990)
- Edward II (1991, efter Christopher Marlowes drama)
- Wittgenstein (1993)
- Blue (1993)